# Барсуково (Новосибірська область)
Барсуково (рос. Барсуково) — присілок у Маслянинському районі Новосибірської області Російської Федерації.
Входить до складу муніципального утворення Ніконовська сільрада. Населення становить 105 осіб (2010).

## Історія
Згідно із законом від 2 червня 2004 року органом місцевого самоврядування є Ніконовська сільрада.

## Населення
| 2002 | 2007 | 2010 |
| ---- | ---- | ---- |
| 153  | ↘122 | ↘105 |